# آلدایر
آلدایر (به پرتغالی: Aldair Nascimento dos Santos) مدافع اهل برزیل است که در شهر Ilhéus و در تاریخ ۳۰ نوامبر ۱۹۶۵ به دنیا آمده‌است.
آلدایر (بازیکن فوتبال) در تیم‌های فوتبال فلامینگو ،بنفیکا،آ. اس. رم،جنوا، Murata سابقهٔ حضور دارد. این بازیکن همچنین در سال، ۱۹۸۹ – ۲۰۰۰ برای، تیم ملی فوتبال برزیل به میدان رفته‌است